# Sulzberger Bluff
Das Sulzberger Bluff ist ein teilweise verschneites Felsenkliff im ostantarktischen Mac-Robertson-Land. Im Zentrum des Mawson Escarpment ragt es zwischen dem Petkovic-Gletscher und dem Helmore-Gletscher auf.
Luftaufnahmen der Australian National Antarctic Research Expeditions aus den Jahren 1956, 1960 und 1973 dienten seiner Kartierung. Das Antarctic Names Committee of Australia benannte es nach dem Phillip H. S. Sulzberger, stellvertretender Direktor im Bereich Wissenschaften bei der Australian Antarctic Division.